# Якубов, Мансур Калтаевич
Мансур Калтаевич Якубов (17 сентября 1939, Новоурусовка, Сталинградская область — 27 сентября 1973, Уфа) — башкирский художник декоративно-прикладного искусства, скульптор. Лауреат государственной премии имени Г. Саляма (1969). Член Союза художников РСФСР (1968).

## Биография
Родился 17 сентября 1939 года в с. Н. Урусовка Сталинградской области.
В 1962 году окончил отделение керамики Абрамцевского художественно-промышленного училища им. В. М. Васнецова в г. Хотьково Московской области. После окончания училища работал в г. Пенза.
С 1965 года работал художником Башкирского отделения Художественного фонда РСФСР в Уфе.
Был одним из первых профессионалов декоративно-прикладного искусства Башкортостана, работал в области скульптуры, чеканки.
Оформлял здания ресторана «Башкортостан», ДК «Моторостроитель», ТРК «Башкортостан» в Уфе.
Работы Якубова М. К. хранятся в Башкирском государственном художественном музе им. М. Нестерова в Уфе.

## Работы
Художественная керамика: монументальное панно «Легенда», 1965; «Не забытый», «Век», оба — 1966; маски и светильники «Шурале», ок. 1972; сувенирные фигурки «Маленький будёновец», «Хлеб соль»/
Скульптура: «Сказочник», «Колесо жизни», «Старый воин», все — дерево; «Красный конь», «Голова башкира», «Ассоль» (1960—1970)/
Чеканка: «Сыны Башкирии», «Кумыс», оба — 1966; «На Урале», «Башкирские косари», триптих «Вьетнам» (1960—1970).

## Выставки
Якубов Мансур Калтаевич с 1965 года участвовал в отечественных выставках, с 1970 года — в международных.
Персональная выставка — Уфа (1969).

## Награды
Лауреат премии им. Г. Саляма (1969).

## Интересные факты
«Портрет скульптора М. К. Якубова» (1967 г.) создал народный художник РСФСР Р. М. Нурмухаметов.